# Urophyllum moluccanum
Urophyllum moluccanum är en måreväxtart som beskrevs av Friedrich Anton Wilhelm Miquel. Urophyllum moluccanum ingår i släktet Urophyllum och familjen måreväxter. Inga underarter finns listade i Catalogue of Life.